# Viriplaca
Viriplaca, dans la mythologie romaine, est « la déesse qui apaise la colère de l'homme ». Il s'agit également de l'un des attributs de Junon, mettant l'accent sur son influence restauratrice de la paix du ménage.
Dans la Rome antique, son sanctuaire est sur le mont Palatin, destiné aux femmes qui pensent être trompées par leurs maris ; elles peuvent ainsi faire part à la divinité de leur chagrin, avec l'espoir que cela ait une influence sur leur conjoint.

## Sources
- (en) Cet article est partiellement ou en totalité issu de l’article de Wikipédia en anglais intitulé « Viriplaca » (voir la liste des auteurs).